# Palicourea vaginata
Palicourea vaginata är en måreväxtart som beskrevs av George Bentham. Palicourea vaginata ingår i släktet Palicourea och familjen måreväxter. Inga underarter finns listade i Catalogue of Life.